# Knuckey Island
Knuckey Island ist eine Insel an der Ingrid-Christensen-Küste des ostantarktischen Prinzessin-Elisabeth-Lands. Im Gebiet der Larsemann Hills liegt sie als größte einer Gruppe dreier Inseln 1,1 km nordwestlich des westlichen Ausläufers der Halbinsel Stornes.
Namensgeber ist Graham Alexander Knuckey (1934–1969), der 1958 als Geodät auf der Mawson-Station tätig war und auf dieser Insel einen Fixpunkt für die astronomische Navigation eingerichtet hatte.